# Lhasa Apso
El Lhasa Apso es una raza canina de origen tibetano, de pequeño tamaño, caracterizado principalmente por la gran longitud de su pelo, cuya finalidad principal es evitar la pérdida de calor para soportar las bajas temperaturas y protegerse de la radiaciones solares.
Podrían haber existido desde el año 800 a. C.[cita requerida] Su principal cometido era el de alertar con sus fuertes ladridos a los mastines tibetanos de la presencia de extraños. Son símbolo de suerte, por eso eran regalados por los monjes a los altos mandatarios de otros países.

## Características físicas

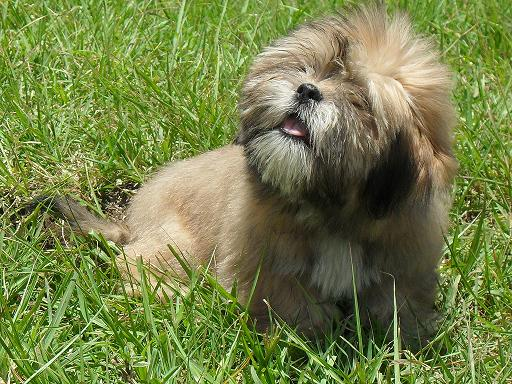
Cachorro de 16 semanas.

Es una raza de tamaño pequeño pero no miniatura. La altura ideal a la cruz ronda unos 25-28 cm. No se especifica el peso, pero el deseado estará en torno a 8-9 kg, más o menos. Depende también del país de procedencia. Es un perro de estructura fuerte y tiende a ser más largo que alto. Es bastante frecuente, incluso entre veterinarios, confundir esta raza con la Shih Tzu.
Posee abundante pelo, de 2 capas, que lo protege de las inclemencias del tiempo. Tiende a formarse nudos con regularidad, por lo que requiere de un cuidado esmerado del pelo. Aun cepillándolo todos los días, es posible que se sigan formando nudos, sobre todo si tiene una vida activa y si se transita por el campo o la playa.
Tiene un largo flequillo que cae sobre los ojos, por lo que estos son poco visibles. Cuando se lo mira de frente, no deberá apreciarse el blanco de los ojos. Se puede encontrar en una amplia variedad de colores: arena, miel, dorado, negro, gris, blanco o particolor (formado por el blanco y otro), siendo el dorado el más común. La cola es de inserción alta y poblada de mucho pelo.

## Temperamento
Es un perro que suele estar en estado de alerta, pero es alegre, juguetón, muy glotón, tozudo y celoso. También puede mostrarse algo desconfiado hacia los extraños. Le lleva tiempo hacer amigos, pero cuando lo hace lo serán para siempre.[cita requerida] Vigilará la casa y alertará cuando note algo raro. En su vida diaria puede ser dominante con otros perros, por lo que es necesario la socialización desde cachorro.